# ソニック ワールドアドベンチャー
『ソニック ワールドアドベンチャー』（Sonic World Adventure、北米版及びヨーロッパ版はSonic Unleashed）は、株式会社セガより2008年12月18日と2009年2月19日に発売されたWii、PLAYSTATION 3、Xbox 360用アクションゲームであり、開発はソニックチーム（後の株式会社セガ 第二CS研究開発部）。日本国内でのPS3版、Xbox 360版は当初の発売予定日（2008年12月18日）から約2か月の延期を経て発売された。
海外ではPlayStation 2版（操作部分以外の内容はWii版と同じ）も発売されているが、日本国内では未発売。
Xbox Oneで互換対応されたことにより現行機のXbox Series X/Sでも引き続きプレイ可能となっている。2021年11月16日にはフレームレートを向上させるXbox FPS BOOSTへの対応が発表され、本作や『ソニック ジェネレーションズ』などの60FPSでのプレイがXbox Series X/Sでは可能になった。

## 概要
面によって3Dアクションゲームになったり横スクロールアクションゲームになったりと、いわゆる「2.5Dアクションゲーム」に位置づけられる。「ノンストップ超音速ジェットコースターアクション」の実現を目指した。横スクロールアクションゲームの持つ「精密なプラットフォームアクションゲームとしての手触り」を求めて、3Dアクションゲームの「大迫力とスピード感と3D空間内での自由な動きのアクション」という、それぞれの強味を合わせたソニックシリーズの集大成。
3Dソニックの原点である『ソニックアドベンチャー』シリーズの最新作という意識のもとで開発を行なった。だが、特に海外版ゲームタイトルでは「Adventure」という単語がどこにも入っていない『Sonic Unleashed』というタイトルとして新しいイメージを打ち出していくことになった。スピナ（『ソニックアドベンチャー』のエネミー）など、以前のシリーズに登場した敵キャラクターが復活している。
舞台や街は一緒だが、Wii及びPS2版と、PS3及びXbox 360版は違うゲームと言っていい。コースマップが全く違う他、ゲームシステムの一部についても差異がある。
PS3及びXbox 360版では本作のために開発したゲームエンジン『ヘッジホッグエンジン』を使用している。
開催・第2回目の2009年の「CEDEC AWARDS」においても、「グローバルイルミネーションの実ゲームにおける応用技術」について評価され、『ソニック ワールドアドベンチャー』プログラミングチームが「CEDEC AWARDS 2009 - プログラミング・開発環境部門 ノミネート」として評価された。

## ストーリー
Dr.エッグマンの野望を阻止するため、ソニックはエッグマンの巨大宇宙戦艦に乗り込んだ。カオスエメラルドのパワーを解放し、スーパーソニックに変身してエッグマンを追い詰めるがエッグマンの罠により高エネルギー捕獲装置に拘束され、カオスエメラルドのエネルギーを吸い取られてしまう。そのエネルギーが惑星に発射されたことによって世界は七つに割れ、大陸の底より化け物が現れた。エッグマンは、このエネルギー生命体『ダークガイア』を復活させ、その無限のエネルギーを使って長年の夢であった、自らの理想郷「エッグマンランド」を建設することが目的だったのだ。
世界が混乱に陥る中、ソニックの身体にも、予想し得ない驚くべき変化が起こる。筋肉が盛り上がり、爪が尖り、牙が生え、全身が長い毛に覆われた獣のような姿に変化していたのだ。
獣の姿になったソニックは壊れた星に落とされるが謎の力に助けられる。そこで妖精のような生き物チップと出会う。彼は記憶を失って思い出せなくなっていた。自分が原因かもしれないと知ったソニックは記憶探しをすることを決心する。
壊れた星を元に戻し、エッグマンの野望を打ち砕くため、ソニックはチップを相棒にして世界をまたにかけた戦いと冒険が始まった。

## ゲームシステム
本作では昼のステージを「ソニック」で、夜のステージを「ウェアホッグ」に変身したソニックでプレイする。

### 昼ステージ（ソニック）
これまでの作品通りのハイスピード3Dアクションステージ。「ホーミングアタック」や「ライトダッシュ」などに加えて、「リング」を集めて発動できる「ソニックブースト」や、カーブを曲がる「ドリフト」、走行中に素早く左右に移動する「クイックステップ」などを駆使してゴールを目指す。3Dから2D、2Dから3Dへとシーンが切り替わるのも特徴。
ソニックブースト（Wii及びPS2版）
画面左下のゲージ（Wii及びPS2版は「ブーストゲージ」、PS3及びXbox 360版は「リングエナジーゲージ」）を消費し、ザコ敵や一部の障害物をふっ飛ばしながら高速移動するアクションテクニック、「ソニックブースト」を発動可能。Wii及びPS2版と、PS3及びXbox 360版ではゲージの仕様が異なっている。
「リング」を獲得したり、後述の「アクションチェイン」を決めると、画面左下のマスが青色に染まっていく。ひと区画溜まると明るい色に変わり、マスが明るい分だけブーストが発動可能。
ブーストは1回につき一定距離走り続ける形式で、「リング」数に応じてゲージが初期3マスから最大6マスまで増加する。
ソニックブースト（PS3及びXbox 360版）
リングを獲得すると、画面左下の「リングエナジーゲージ」が増加し、少しでもゲージが溜まっていればいつでも「ソニックブースト」を発動可能。
ブーストボタンを押し続けている限り、状態を持続して走り続けられる。
ブースト中は過去作品の「磁力バリア」のように、少し離れた位置のリングを吸い寄せる効果がある。
また「リングエナジーゲージ」を強化して、ブーストの持続時間を延ばせるようになっている（後述）。
若干ではあるが敵を倒してもゲージが溜まる。
ドリフト
レースゲームの要領で、速度を落とさずカーブを曲がるアクションテクニック。Wii及びPS2版では一定距離「ドリフト」すると「ドリフトボーナス」としてブーストゲージが少しだけ増える。PS3及びXbox 360版も「ドリフト」を行うことでリングエナジーゲージを回復することができる。
クイックステップ
走行中、左右にソニック1～2人分ほど瞬間的に動いて障害物や敵の攻撃を回避するアクションテクニック。立ち止まっている状態でこのアクションを行うと、「側転」する。
ホーミングアタック
付近の対象物をホーミングして体当たりする、シリーズでもおなじみとなったアクションテクニックだが、本作は『ソニックと秘密のリング』と同じく、「ロックオンカーソル」が掛かった対象物に誘導する。
Wii及びPS2版では連続して決めると、「アクションチェイン」によってブーストゲージにボーナスが入る。
ライトダッシュ
連続したリングに沿って高速移動するアクションテクニック。カーブ状・直線にリングが置かれている場合、それが別の空中ルートにつながっている際にアクセスするのに用いたりと、使いどころを見極めれば有用なアクションである。ホーミングアタック同様シリーズでは定番のアクションである。
PS3及びXbox 360版は最初から使うことができず、パワーアップアイテム「ライトダッシュシューズ」の入手が必要となる。
スライディング
『ソニックアドバンス』シリーズでは、単純にソニックの攻撃アクションとして存在したが、本作では道中の狭い隙間を潜るのに必要な、進行上必要不可欠なアクションテクニックである。
走行中に該当するボタンを押すと「スライディング」を始め、坂道を滑り降りたり、勢いを借りて障害物や敵を破壊できる。何もしていない時にボタンを押すとその場にしゃがみ、空中でボタンを押すと、下記の「ストンピング」を行う。
またPS3及びXbox 360版に限り、素早くボタンを数回連打すると「足払い」を行う。
ストンピング
空中から真下に降下することで、障害物や敵を破壊するアクションテクニック。素早く地面に足を付けられる利点もあり、降下した先に「ダッシュパネル」がある場合など、上手く使えばタイム短縮にもなる。
PS3及びXbox 360版では大きなスイッチを押すのにも用いるが、パワーアップアイテム「ストンピングシューズ」の入手が必要。
三角跳び
壁に貼りつきジャンプするのを繰り返して、上に登るアクションテクニック。少し離れた位置からジャンプし、壁に当たらなければ貼りつく事が出来ないので注意。
ストンピング同様PS3及びXbox 360版はパワーアップアイテム「三角跳びシューズ」の入手が必要。
エアブースト
ソニックブーストは空中でも発動できる。
飛距離を伸ばすことが可能だが、PS3及びXbox 360版はパワーアップアイテム「エアブーストシューズ」の入手が必要。
アクションチェイン（Wii及びPS2版のみ）
ホーミングアタックを連続して決めたり、ダッシュパネルや「リングブースター」を連続して使うと発生し、連続した分だけブーストゲージが回復する。
レベルアップ（Wii及びPS2版のみ）
規定枚数のリングを集めていくと、ブーストゲージのマスが最大6マスまで増える。「レベルアップ」した際はスピードもアップする。
ただし「レベルアップ」はそのステージ限りで、ステージクリアしたり中断するとリセットされる。
ソニックの強化（PS3及びXbox 360版のみ）
「エネミー」を倒すと、黄色の結晶「カオスオーブ」を得られ、経験値が貯まる。経験値を消費することにより、ソニックの「スピード」（走行速度）と「リングエナジー」（ブーストゲージ量）を強化可能。
レベルが上がっていくごとに、各項目に必要なオーブ数が増えてくる。
経験値はウェアホッグの強化と共用で、昼のステージで得た経験値をソニックに充てるだけでなく、ウェアホッグにも充てられる。夜のステージで得た経験値も同様の充て方が可能（後述）。
クリアランクの決定（Wii及びPS2版）
スコアという概念は無く、クリアタイムのみで決められる。
ランクに応じて「月のメダル」が最大3枚得られる。
アクションチェインのカウントや「虹色のリング」を潜った数などは、それそのものがランクに関わることはないが、ブーストゲージが増えるため時間短縮をしやすくなる。
コースの一定ポイントを通過すると、レースゲームのようにラップタイムが表示される。
ランクはS、A、B、Cの4段階。ボス戦ではSランクのタイムボーダー以内でクリアできなければ強制Cランクになる。
クリアランクの決定（PS3及びXbox 360版）
Wii及びPS2版以上に要素が多い。こちらはスコアがあり、ゴール時の各項目の合計でランクが決まる。なお、一度ミスするとリセットされてしまう得点要素があるため、S〜Aランクを狙うにはノーミスクリアが必須のステージが殆どである。
ランクはS、A、B、C、D、Eの6段階だが、Eランクを取った場合、クリア時の音楽がメチャクチャになるのも特徴である。
ボス戦では項目「タイム」と「リング」のみで評価される。またボスを倒しても、一定量のカオスオーブをもらえる。
タイム（PS3及びXbox 360版のみ）クリアタイムに応じてボーナスが加算される。短いほど高得点。
リング（PS3及びXbox 360版のみ）ゴール時に持っていたリング数×100点が加算。本作では上限が無い、設置数が非常に大量であるといった要因から、ステージやルートによっては無視できない比重を占めることもある。また、ゴール時の所持リングは買い物用の所持金として持ち帰ることができる。本作では一度ダメージを受けてもリングは全てではなく一部を落とすにとどまるが、落下などで即ミスになると、従来どおり全てを失う。
スピード（PS3及びXbox 360版のみ）「チェックポイント」通過時に計測される、通過時のソニックのスピード「SPD」ポイントもクリアボーナスとして計算される。
トリック（PS3及びXbox 360版のみ）虹色のリングを通過した時のボーナスと、「黄色のジャンププレート」などによるボタン押しアクションで得られた点数。ボタン押しアクションは、反応出来た時間で評価・得点が変化する。
エネミー（PS3及びXbox 360版のみ）敵を倒して得た点数。なお、ゲーム中はこの項目と「トリック」の項目の合計点が表示されており、これらはミスすると0にリセットされる。

### 夜ステージ（ウェアホッグ）
ウェアホッグを操作して、3Dステージを謎解きやパワフルなアクションで踏破するのが目的。伸びる腕で崖や物を掴んだり、パワーを活かして立ち塞がる敵を蹴散らしていく。ステージには謎解きアクションがある場合も。
ウェアホッグは成長すると、ステータスがアップしたり、新しい技を覚えることができる。なお、Wii及びPS2版と、PS3及びXbox 360版では、移動関連の操作は変わらないが、成長システムや攻撃システムが異なっている。
ウェアホッグのゲームは体力制、ゲージが無くなればミスとなるが、リングを拾うことで体力を回復する。
ウェアホッグの移動
コントロールスティックで移動、ダッシュ移動も可能。ソニックの時と違い「2段ジャンプ」が可能。
PS3及びXbox 360版では、歩き移動を用いた仕掛けの一つに、平均台を渡るアクションがある。
腕を伸ばすアクション
腕を伸ばして、以下のアクションを行う。
移動関連崖に捕まって移動したり、柱を登ったり、鉄棒にぶら下がる。捕まることが出来るものには、ロックオンカーソルが付く。
ものを掴む箱や敵を持ち上げる。ただし大型の敵は持ち上げられず、中型の敵はある程度弱めたりしなければ掴めない。
ダークガイアフォース（Wii及びPS2版）
マップに点在する壺などを壊したり、アイテムボックスや倒した敵から得られるエネルギー「ダークガイアフォース」は、ウェアホッグの能力を引き出してくれる。
青色は「アンリーシュトモード」（後述）の発動に必要。赤色は経験値であり、一定量溜まるとレベルアップし、新たな能力が得られる。緑色は一部のエネミーを倒した際に出現し、体力を回復する。
攻撃（コンボ）（Wii及びPS2版）
右手・左手に対応したボタンを交互に押す（Wiiリモコン+ヌンチャクの場合は、交互に振る）ことで連続攻撃を行う。
初期段階では最大3回だが、レベルアップすると最大5回攻撃が可能になる。攻撃を始めた腕によって、攻撃の範囲が変化する。また、一部の必殺技をコンボに組み込むことが可能。
必殺技（Wii及びPS2版）
コンボ攻撃の他に、威力の高い必殺技も使うことが可能であり、初期習得技の「ウェアハンマー」の他にも数種類の技をレベルアップで習得する。
先述の通り、一部の技はコンボに組み込み大ダメージを狙える。必殺技の多くは攻撃ボタン同時押し（Wiiリモコン+ヌンチャクは同時に振る）。
アンリーシュトモード（Wii及びPS2版）
画面左下の青いゲージ（アンリーシュトゲージ）が一定量あればいつでも発動可能。体が青いオーラに包まれ、パワーアップして敵を一瞬で蹴散らせるようになる。
モード中は一部の必殺技の性能が変化する。主に大きな敵が来た時や、エネミーが大量に湧いている時に発動するのがベスト。ミスしてしまうと、溜めていたゲージが0になる。
防御（Wii及びPS2版）
ウェアホッグでは防御することが出来る。さらに、防御中にコントロールスティックを倒せば、倒した方向に回避行動を取れる。
クリアランクと経験値精算（Wii及びPS2版）
Wii及びPS2版の夜ステージは、ステージ毎に決められた「規定タイムまでにゴールリングに触れる」、「一定枚数以上のリングを獲得する」、「一定量以上のダークガイアフォースを取得する」という、3つのノルマをどれだけ達成したかでランクが決まる。
ランクがついた後は、ウェアホッグ用のダークガイアフォース精算画面に移る。精算画面では必殺技の確認が可能。
ウェアホッグの技（PS3及びXbox 360版）
昼ステージの項目でも紹介したカオスオーブを消費することで、ウェアホッグが使える技が数十種類にまで増えていく。
直線的な範囲の「ストレート攻撃」、前後左右広範囲の「フック攻撃」、空中で繰り出す「空中攻撃」、この3つとはやや違った趣旨の「特殊攻撃」の4系統の技がある。
空中攻撃・特殊攻撃でも、ストレート・フック攻撃のような攻撃範囲の違いがある。
コンボ技による攻撃（PS3及びXbox 360版）
ストレートとフックの攻撃ボタンが存在し、攻撃を開始したボタンによって範囲が変化。
ストレートのボタンだけ叩き続ければ、初期習得技の「バーチカルコンボ」で正面を殴りつけ、同様にフックのボタンならば「スクラッチコンボ」で周囲をなぎ払う。
この2つのコンボを基本に様々な派生があり、2つのボタンの組み合わせによって、基本コンボとは全くかけ離れた豪快な技を繰り出せる。
ジャンプボタンを組み込んだ空中派生や、空中での基本攻撃とその派生、特殊な条件下から発動出来る技なども存在する。
習得したコマンド技は、ウェアホッグの「ポーズメニュー」の「技リスト」を選択することでいつでも確認可能。
アンリーシュトモード（PS3及びXbox 360版）
敵や障害物に攻撃して得られるダークガイアフォースを用いて発動するのはWii及びPS2版と同じ。
発動中は水色のオーラに包まれ、移動速度・攻撃速度・攻撃力がアップする。Wii及びPS2版と違いダークガイアフォースは紫色1色で、経験値には一切関わらない。
チャンスアタック（PS3及びXbox 360版）
敵の頭上に「!」マークが出ている時に発動可能。画面に表示されるボタンを順に押していくことで、仕掛けた敵を体力にかかわらず一撃で仕留め、カオスオーブとダークガイアフォース、「ボーナススコア」が多めに得られる。
ただし失敗すると敵に反撃されるうえ、体力を回復させてしまう欠点がある。なおボタンの受付時間は敵の体力が少ないほど長くなる。
防御（PS3及びXbox 360版）
青いバリアを貼り、全方位からの攻撃を防ぐ。攻撃を受けると、体力ゲージの上にある「ガードポイント」が減り、なくなると一定時間防御不可に。
バリアを貼りながら移動が可能で、Wii及びPS2版のように回避行動も取れる。
パワーアップアイテム（PS3及びXbox 360版）
障害物を壊すと、たまに一定時間のみ攻撃力がアップするアイテムや、ガードポイントが回復するアイテムなどが出現する。
他にもリングや1UPアイテム以外の特殊なアイテムが存在する。
クリアランクの決定（PS3及びXbox 360版）
いくつかの項目が設けられている。「タイム」、「リング」、「エネミー」は共通であり、「コンボ」（最大ヒット数に応じて増加）、「クラッシュ」（障害物など、オブジェクト破壊数による）がある。ランクはS、A、B、C、D、Eの6段階あり昼ステージと同様。
ウェアホッグの強化（PS3及びXbox 360版）
昼ステージ同様、経験値を消費するシステムで、夜ステージで得た経験値はウェアホッグのみならずソニックの強化にも充てられる。
項目は「コンボ」（新しい技の習得）、「アタック」（攻撃力）、「ライフ」（体力）、「アンリーシュト」（アンリーシュトモードの持続時間）、「シールド」（ガードポイントの増加、実質バリアの強化）の5項目。
なお、ソニック、ウェアホッグの強化は、経験値が残っていれば、ステージクリア後の時だけではなく、ポーズメニューの「ステータス」を選択することで、ステージプレイ中や街中でもいつでも行うことが可能。

### ガイアゲート（Wii及びPS2版）
ステージミッションは各地にある神殿「ガイアゲート」に入る事によって始まる。
昼ステージは太陽、夜ステージは月、ボス戦は星の模様が描かれた扉の先にあり、それぞれ、扉を開くには対応した石版を入手する必要がある。
石版は「ビレッジの住人達」からもらったり、ステージをクリアするともらえる欠片を住人に修復してもらう。
他所のステージミッションをクリアしたり、アイテムの入手などの条件でステージが追加される事もある。
また、「ガイアゲート」にはステージのミッションをクリアしたり、ステージの道中に落ちているものを拾うなどして入手した「太陽のメダル」と「月のメダル」の枚数に応じて開く扉がある。
扉の先は『強い光を浴びるとウェアホッグ状態から元のソニックの姿に戻る』事を利用した謎解き部屋になっており、「コレクションアイテム」や残機UPなどのアイテムが置かれている。
コレクションアイテム
「ガイアゲート」、昼・夜のステージには、従来のシリーズにおけるアイテムカプセルのような「コレクションアイテム」がどこかに置かれている。
ゲーム中の音楽、設定資料、ムービー、ドキュメント（ヒント）のいずれかが入っている。
街の人からもらえることがある他、「ガイアゲート」内のボックスには「隠しミッションの鍵」が入っているものもある。

### ビレッジとエントランスステージ（PS3及びXbox 360版）
「ワールドマップ」から各地に入ると、ソニックもしくはウェアホッグで「ビレッジ」（街）を探索するパートになる。
ここでは人々から情報を入手したり、買い物やミッションへの挑戦が行える。
「ビレッジ」の奥には、ステージへの入り口、ガイアゲートが幾つか設置された「エントランスステージ」が広がっており、ゲーム中に集めた「太陽・月のメダル」の力を利用することで、ガイアゲートが開かれる。
エントランスには簡単な謎解きが仕掛けられていることが多く、砂時計を逆転させて昼夜を入れ替えたり、特定のアクションが必要な場合もある。
また、ソニックのアクションを増やすのに必要な「靴」はエントランスに置いてある。他にもコレクションアイテムや特定の住人が欲しがっているものがエントランスに置いてあることがある。
ガイアゲートを開くのに必要な「太陽・月のメダル」は、ステージ内に落ちている他、「ビレッジ」や「エントランスステージ」に隠されているなど、その数は膨大である。
特に昼のステージは、様々なルートに「太陽・月のメダル」がちりばめられているので、1度のプレイではすべて見つけるのは難しい。
ガイアゲートの上側に「鍵のかけら」が表示されている場合、そのステージを初めてクリアすれば、「ガイア神殿の鍵」の片割れが得られる。
ひとつの鍵にすることで、ボスステージへのガイアゲートが開かれる。神殿の鍵は進行上必須だが、メダルさえあればシナリオをクリアするのに全てのステージをクリアする必要はない。
街の人の頼み事やクイズの類は連鎖しているものがあり、中には複数の「ビレッジ」にまたがっているものもある。

### トルネードシュート（PS3及びXbox 360版のみ）
テイルスの「トルネード号」で、迫り来る敵機を撃墜するミニゲーム。
『ソニックアドベンチャー』のソニック編、テイルス編でプレイするミニゲーム「スカイチェイス」のようなものだが、こちらは「トルネード号」がオートで移動し、敵機に掛かったロックオンカーソルと同じボタンを押して撃墜する。
ボタンの誤入力も含み、一度も外さずに迎撃し続けるとスコアがアップする。敵にぶつかると耐久力が下がり、ゼロになるとミスになる。
最後にボスとなるエッグ・コウルドロンと戦闘になる。

### 買い物
ビレッジにある商店では累積したリングを消費することで物が買える。
食べ物
各地特有の食べ物が売られている。購入して、ソニックが食べれば若干の経験値を得られる。チップが食べれば食べ物に応じて友好度が変化し、様々な反応を示す。
お土産となるもの
特産物はピックル教授にプレゼントすることができる。渡したものに応じて、冒険のヒントやメダルなどの特典が得られる。
メディア
「レコード」や「美術書」、「ビデオテープ」も売られている。あらかじめそれぞれを収納できるものを買っておくことで、中身を見られるようになるコレクションアイテム。
なお、メディアは買うだけでなく、エントランスステージ等で拾うこともある。なお「レコード」は劇中の音楽、「美術書」は設定資料、「ビデオテープ」はムービーを収録している。
ホットドッグ屋
各地に店舗が出ており、ここでリングを支払うとミッションに挑戦できる。成功すれば、景品として各地にちなんだ食べ物「ホットドッグ」がもらえる。多くの店舗で昼は3種類×3レベル、夜は2種類×3レベル用意されている。
街の人からのミッションと同じく、1度のミスも許されない。ミスした場合、再びリングを支払ってのリトライになる。

### サブミッション
除霊ミッション
ピックル教授から「カメラ」を入手した後に行えるウェアホッグのサブミッション。夜に様子がおかしな人（黒い人魂のようなものが沢山沸いているように見える）に「フラッシュ」を浴びせると、ウェアホッグによる敵殲滅ミッションが始まる。
ゲーム進行に必要なミッションではないが、このミッションの中には、クリアしないと街の人の頼み事が起きないものがある。
「フラッシュ」には使用回数に制限があり、無くなった場合はピックル教授に話しかけることによって補充してくれる（ストーリー後半ではスパゴニアにいるピックル教授の助手からも補充してもらえる）。
ホットドッグ屋
買い物要素であり、よりプレイを楽しむ「やり込み」の為のサブミッションでもある。
各地それぞれの店舗のミッションに、最後まで攻略し切るとアンロックできる「トロフィー、実績」も用意されている。

## 登場キャラクター
詳細はソニックシリーズに登場するキャラクターの一覧参照

### ヒーローサイド
ソニック・ザ・ヘッジホッグ
声 - 金丸淳一
主人公。髪型のようなトゲがトレードマークの超音速の青いハリネズミ。エッグマン艦隊に挑み壊滅に追い込むが、エッグマンの罠によって身体に変調をきたしてしまう。星に落とされた後、記憶を無くした生き物「チップ」と出会い、記憶を取り戻すために彼を相棒として世界旅行を楽しむ冒険を始める。アポトスでスペシャルチョコサンデーを買った後、「とりあえず名前がないとな、ぴったりだろ？」と彼をチップとなずけた。マズーリでエッグマンと再会したとき、エッグマンを相手にするチップに「あんな奴ほっとけ」と言っている。
昼はいつもこの状態で、その足のスピードはもちろん健在。世界が七つに分かれてしまったにもかかわらずお気楽な所も変わらず、様々な世界やエッグマンランドなどの旅行をナビゲーターとしてサポートする相棒のチップと一緒に楽しみながら、エッグマンの野望を阻止しようとする。
ソニック・ザ・ウェアホッグ
声 - 関智一
夜になってソニックが毛むくじゃらの狼男のような姿に変身した姿。腕が自在に伸び、爪や牙も鋭くなっている。2段ジャンプやパワフルアクションが可能となったが、代わりに自慢のスピードを失ってしまっている。
ダークガイアフォースの影響を受けたソニックの心の中には裏表が無いため、心ではなく身体に変調をきたした結果この姿になったが、当の本人は意外と気に入っている。本編では「ソニック・ザ・ヘッジホッグ」と名乗っているままだが、この姿では英語の口癖が抜けている。
チップ
声 - 白石涼子
記憶を全て失った、妖精の様な生き物。チップとはソニックがアポトス名物の「スペシャルチョコサンデー」と言う特性アイスクリームからつけた仮の名前。実は食いしん坊で無邪気な性格であり、いつもどこかにチョコレートを隠し持っている。また、ピックル教授がエッグマンに誘拐されたときは「ずっと前に誘拐されているんじゃきっとお腹が空いてるよ！お腹が空いたら死んだほうがマシだぁぁぁ！」と言って空腹を嫌って魂が抜けるなど少しお茶目なシーンが見られる。さらにチュンナンにおいてガイア神殿の光が灯り元に戻った巨大な鳥の聖獣にチョコレートをあげたりもした。
緑色の丸い玉が嵌め込まれた首輪をしている。光のバリアを張ったり、「ガイア神殿」の台座を起動させるといった不思議な力を持つ。
マイルス "テイルス" パウアー（テイルス）
声 - 広橋涼
ソニックの一番の親友である二本のしっぽを持つ黄色いキツネ。再会前はナイトメアやタイタンといったダークガイアの部下に追われて怖がっていたところを、ウェアホッグに変身していたソニックに救われる。以降はトルネード号でソニック達と各地を周る。一度はスパゴニアに着くが野望の邪魔としてピックル教授がエッグマンに誘拐されてしまう。このとき、お腹が空くなら死んだほうがマシと言うチップの言葉に「いくらエッグマンでも…ご飯ぐらいは食べさせてあげてると思うけど…」といつも悪さするエッグマンは誘拐の後は可哀そうだと思って食事を与えているという少し優しい所があるとホッとしている。
エミー・ローズ（エミー）
声 - 川田妙子
ソニックの愛人である赤いヘアバンドとワンピースがトレードマークのピンク色のハリネズミの女の子。ソニックを追ってスパゴニアに現れる。最初に変身したソニックと会った時は本人と気付かずに別れてしまうが、ナイトメアを退治してソニックに助けてもらった際にピックル教授からソニックであることを教えてもらった。後にウェアホッグに救われた後はピックル教授の研究所で手伝いをする。
ピックル教授
声 - チョー
テイルスの知り合いである人間の教授で、ダークガイア研究の第一人者。少しとぼけたところがある。サンドイッチにうるさい。
ソニックとチップがスパゴニアと来た時は最初は彼の研究が野望の邪魔になるため、エッグマンにダークガイアの事が書かれている「ガイア文書」と共に誘拐されていたが、ソニックとテイルスとチップに助け出された。助けれた後はエッグマンが与えたサンドイッチはマズイと言ったり、チップからチョコレートをもらったり、ソニックに助けられたエミーから「あなた、ソニックを知ってるの？」と言う彼女に手を引っ張られ、「キュウリのサンドイッチをしつつでも構いませんかな？」と言うなど相変わらずである。
スパゴニア大学の学生寮の寮長曰く、意外にも寂しがり屋で、しばらく会ってあげないと拗ねてしまうらしい。キュウリのサンドイッチが好物。

### 敵キャラクター
Dr.エッグマン
声 - 大塚周夫
ソニックを敵視する自称悪の天才科学者。エッグマンの巨大宇宙戦艦に乗り込んで来たソニックを迎え討ち、自陣に巨大被害出しながらも、カオスエメラルドの力でスーパーソニック化したソニックを相手に「二度と悪いことはしない」と降伏するフリをし油断をさせ、一瞬の隙を突いて拘束して変身を強制的に解除させ、エネルギーを横取りしたカオスエメラルドの力を使った「カオスエネルギー砲」で星を七つに割り、そこから目覚めたダークガイアの力を使ってエッグマンランド建設を企むなどスケールの大きい悪事を働く。
しかし、その時に邪魔になったソニックを気分良く目の前から宇宙空間へ放り出すが、大事なカオスエメラルドもソニックと一緒に放り出して捨ててしまう失態を犯すという、あと一歩詰めが甘いところがある。
人質のピックル教授にご飯としてサンドイッチを提供する（だがサンドイッチの作り方がなっていないらしく、当の本人は文句を言っている）など、どこか憎めないところもある。
今回は皮肉屋の小型の助手ロボット・SA-55（声 - 岩田光央）と共に行動している。
因みに、エッグ・モービル（エッグマンがほぼ常に乗っている丸い乗り物）にはドリームキャストが積まれている。
ダークガイア
惑星のコアに発生した超エネルギー生命体。数万年前にも何度か星を壊した事があるらしい。エッグマンがその力を利用しようとして無理に目覚めさせたため体が拡散してしまい、今は不完全で不安定な状態。
ダークガイアフォースは夜になると力を強め、人の心の奥底の悪い部分に影響を与えるという。

### その他脇役キャスト
- 西脇保
- 金子由之
- 山口登
- 朝倉栄介
- 加藤悦子
- 四宮豪
- 足立友
- 日野未歩

- 他に、ビレッジの住人やウェントスなど、開発スタッフ達が声を当てているキャラクター達もいる[21]。

### ビレッジの住人

#### アポトス
ミロス
雑貨屋。波間のかもめの店主をする老人。
ランブロス
船乗り。
アレクシス
ランブロスの息子。
エリック
グレゴリウス
神父。
ルーカス
ランブロスの相棒。
サンドラ
放浪の老婦人。
アナスタシア
エリックの妻。
アイス屋
ホットドッグ屋

#### スパゴニア
ジジ
学食のシェフ。
オットー
学生寮の大家。
バルバラ
ジジの妻で学食の看板娘。
イルマ
ジョセフ
ショップ店主。
マーカントニオ
チッチョ
靴職人で一家の長。
ドニーズ
美容院の主人。
アイダ
宝石店店主。
ナタリア
チッチョの妻。
フランコ
フェデリカの従兄弟で学生。
ダヴィド
学生。
ライモンド
学生。
フェデリカ
フランコのいとこで学生。
リリー
学生。
ドーラ
学生。
エリオ
チッチョの息子。
マウロ
態度のでかい悪ガキ。
ルチア
チッチョの娘。
イッポリータ
イルマの孫。
ピックル教授の助手
ホットドッグ屋

#### マズーリ
グウェク
マズーリ村長。
クワミ
アナの父で次期村長候補。
エシー
ヤヤの母。
ヤワ
少年。
コフィー
ショップ店主。
アナ
クワミの娘。
クーウォド
エシーの息子。
ヤヤ
エシーの末娘。
ホットドッグ屋

#### ホロスカ
ヤリ=ペッカ
一家の家長。
ウルスレ
ショップ店主。
ヤリ=スーレ
サリアンナの夫。
サリアンナ
ヤリ＝スーレの妻。
マルケッタ
夫妻の娘。
ホットドッグ屋

#### チュンナン
ゾンシェン
さまざまな医療の知識を持ち、どんな病気でも治すと言われている。しかし持病であるぎっくり腰は自分で治せないのが歯がゆい。
リン
肉まんを90年間作り続けている老婆。最近一人娘に作り方を伝授し、引退した。長年接客をしてきた経験から、一目見るだけで相手の人柄を見極める観察眼を持っている。
シュイフォン
いつもオドオドと煮え切れない態度の彼だが、実は秘密があるらしい。最近彼の家の周りを黒服の男が探っていたとかいないとか。
ワン
「四千年商店」の店主。肉まん屋のおむこさん。チュンナンの肉まんは代々女性だけで作ってきたため、男性は厨房にいれてもらえない。しかしリンの肉まんに対する厳しさを知っているので、逆に店番しかできなくて良かったと思っている。
ジンリン
リンの一人娘。最近やっと肉まんの作り方を教えてもらい、毎日忙しく肉まんを作っている。自分の代でさらに肉まんを進化させて、娘のワーリンに伝授したいと考えている。
ワーリン
ジンリンとワンの娘。肉まん屋に生まれたが、肉まんばかりの人生に少しうんざりしている。最近は肉まんを食べるのは美容の敵だと良い、野菜ばかりを食べているお年頃の女の子。
チュン
ゾンシェンの孫でとにかく食いしん坊で肉まんが大好き。そんな彼の将来の夢は「肉まん評論家」になって毎日肉まんを食べ続けること。とにかく食欲が旺盛で、日々横に大きくなっている。
イーリン
ゾンシェンの孫。物心ついた頃からかくれんぼにハマり続けている。時々隠れたまま数日間姿を現さないこともあるので、彼女とのかくれんぼは覚悟がいる。
ホットドッグ屋
全世界に展開するホットドッグチェーン「ドン・ファッチョ」のチュンナン支店の店長。全店舗の中で一番うさんくさい男。彼のお手製ホットドッグは体にいい薬草が混ぜこんである。

#### シャマール
イフサーン
フズル
ラニア
イマーン
ウトパ
ムフィード
エルハン
ラビーブ
サイイド
ラティーフ
アラ
ディナ
ムサーイド
シャーディ
ファティマ
ライラ
サファー
スドゥキー
ゼーナ
ヤスミン
ホットドッグ屋

#### エンパイアシティ
ルイ=モンタン
ボス
デフ・ビッグ
エリザベス
チャールズ
ロバート
リル・アン
ブレンダ
ホットドッグ屋

#### アダバタ
ティアンチャイ
ジャマル
ケーオ
ルディ
ナギ
ホットドッグ屋

#### エッグマンランド
EF-DC1998
EF-MD1991
EF-XB2006
ホットドッグ屋

#### ビレッジの住人・そのほか
ウェントス

### ボスキャラクター
エッグ・コウルドロン
エッグ・ビートル
聖獣ダークガイア・フェニックス
エッグ・デビルレイ
ダーク・モーレイ
ダーク・ガーディアン
エッグ・ランサー
エッグ・ドラグーン
ダークガイア
パーフェクト・ダークガイア

## ワールド
本作は割れた世界を元に戻すべく、複数の国を旅する。「ガイア神殿」と呼ばれる聖なる場所が、大陸復興の鍵となる。
昼に訪れた時、夜に訪れた時で音楽が異なり、国によって様々な楽器を音楽に用いている。
アポトス（Apotos）
ソニックが最初に訪れる場所で、風車と灯台が並ぶ青い海の広がる港町。Actは「ホワイト アイランド（Windmill Isle）」。ここをクリアすると、トルネード号での空中戦となる。ボスはエッグ・コウルドロン。Wii及びPS2版はボスは存在しない。
スパゴニア（Spagonia）
アポトスの隣にある国で、「スパゴニア大学」は多くの学生で賑わっている。Actは「オレンジ ルーフス（Rooftop Run）」。ボスはエッグ・デビルレイ。
マズーリ（Mazuri）
赤茶けた大地が特徴的な、サバンナ気候の国。イバンガと呼ばれる動物が生息するが……。Actは「クレイ キャッスル（Savannah Citadel）」。Wii及びPS2版ではボス戦のみ存在する。ボスはエッグ・ビートル。
ホロスカ（Holoska）
寒い気候に覆われた国。かまくらの家や、寒冷気候ならではの動物などがある。Actは「クール エッジ（Cool Edge）」。ボスはダーク・モーレイ。
チュンナン（Chun-Nan）
山間地帯に作られた小さな村。代々作られている肉まんが名物となっている。Actは「ドラゴン ロード（Dragon Road）」。ボスは聖獣ダークガイア・フェニックス。
シャマール（Shamar）
砂漠の中にある国。太陽と月への感謝祭が行われており、ソニックたちは感謝祭の最中に訪れる。Actは「ホット デザート（Arid Sands）」。このActでは一般人がルート上で談笑しており、障害物となる。ボスはダーク・ガーディアン。
エンパイアシティ（Empire City）
若者達が大成功を夢見て集結する大都会。Wii及びPS2版ではここに訪れることが出来ない。Actは「スカイスクレイパー スキャンパー（Skyscraper Scamper）」。ボスは存在しない。
アダバタ（Adabat）
アポトスと同じく海に囲まれているが、こちらはエメラルドグリーンの似合う漁村。Actは「ジャングル ジョイライド（Jungle Joyride）」。ボスはエッグ・ランサー。
エッグマンランド（Eggman Land）
Dr.エッグマンが作った巨大な遊園地で、ここの下に最後の神殿が眠っている。最終ゾーン。
ボスはトルネード号での空中戦のエッグ・コウルドロン、こちらも一戦目と同じでWii及びPS2版には登場しない。最深部でエッグ・ドラグーン、ダークガイアとの連戦になる。

## 音楽

### テーマ曲
「Endless Possibility - Vocal Theme -」
Performed by Jaret Reddick of Bowling For Soup
Music & Arranged by Tomoya Ohtani
Lyrics by Jaret Reddick
Vocals：Jaret Reddick
Chorus：Erik Chandler
Guitars：Chewtaro Moritake
Bass：Takeshi Taneda
Drums：Masayuki Muraishi
Programming：Tomoya Ohtani
本作主題歌。ポップ・パンク・バンド『Bowling For Soup』のJaret Reddickがヴォーカルを、ベーシストのErik Chandlerがバックコーラスで参加。
曲名の意味は、「終わりなき可能性」または「無限の可能性」。
「The World Adventure - Orchestral Theme -」
Performed by Tokyo Philharmonic Orchestra
Music by Tomoya Ohtani
Orchestrated by Takahito Eguchi
Orchestra：Tokyo Philharmonic Orchestra
Conductor：Koji Haijima
Music Preparation：Kaoruko Iwase
Orchestra Production Manager：Iori Iwasaki
本作メインテーマ。『東京フィルハーモニー交響楽団』が演奏するオーケストラテーマ曲。
曲は「古き良きハリウッド映画のテイスト」というテーマで作られた。
「Super Sonic vs. Perfect Dark Gaia」
Music by Tomoya Ohtani
Arranged by Hideaki Kobayashi
Co-Arranged by Tomoya Ohtani
本作ラストバトルテーマ。「スーパーソニック & チップ VS. パーフェクト・ダークガイア 戦」で流れるオーケストラロック風アレンジ曲。
「Dear My Friend - Ending Theme -」
Performed by Brent Cash
Music by Mariko Nanba
Lyrics by Candie Y
Arranged by Takahito Eguchi
Co-Arranged by Mariko Nanba
Vocals：Brent Cash
Chorus：Yoshihiko Chino, marhy
Acoustic Piano & Programming：Takahito Eguchi
Acoustic Guitar：Naganori Sakakibara
Strings："Daisensei" Muroya Strings
本作エンディングテーマ。

## スタッフ
- PS3及びXbox 360版プロデューサー兼Wii及びPS2版クリエイティブプロデューサー：西山彰則
- PS3及びXbox 360版ディレクター兼ゲームデザインリード兼『ヘッジホッグエンジン』テクニカルディレクター：橋本善久
- PS3及びXbox 360版アートディレクター：川村幸子
- PS3及びXbox 360版リードプランナー：平林孝朗
- CGムービーディレクター：荒牧伸志
- シナリオライター：吉村清子
- サウンドディレクター兼リードミュージックコンポーザー：大谷智哉
- ミュージックコンポーザー：床井健一、熊谷文恵、小林秀聡、江口貴勅、南波真理子
- Wii及びPS2版ゲームディレクター：長原俊之
- Wii及びPS2版ディレクター：森本兼次郎（※ ただし実際のWii及びPS2版スタッフクレジットには「スペシャルサンクス」欄に記載）

## NIGHT OF THE WEREHOG
『NIGHT OF THE WEREHOG 〜ソニック&チップ 恐怖の館〜』とは、株式会社セガ VEアニメーションスタジオ（のちのマーザ・アニメーションプラネット）が制作したショートムービー。
『ソニック ワールドアドベンチャー』の世界観をベースとしたオリジナルアニメーション作品。
英語版は2008年のハロウィンの時期に予告編が、11月17日に本編がインターネット上で公開された。
日本では、ティ・ジョイが運営するシネマコンプレックスで、2008年12月20日から3週間、公開している映画作品の本編上映前に日本語吹き替え版が放映された。又、キッズステーションで2009年3月1日から日本語版が放送された。日本語版公式サイトには2009年4月10日に公開された。その後マーザ・アニメーションプラネットの公式YouTubeチャンネルにて、2023年12月20日に本編公開された。
日本のXbox 360の本体ストア及びWebのXbox 360 Marketplace（Xbox LIVE）では、2009年4月からXbox 360のストアのサービスがクローズする2024年7月29日まで、『NIGHT OF THE WEREHOG 〜ソニック&チップ 恐怖の館〜』の無料ダウンロード入手が可能であった。これは米国のXbox 360の本体ストア及びWebのXbox 360 Marketplaceでは未配信コンテンツであった。

### ストーリー
ソニックとチップは雨宿りのため、洋館に立ち寄った。その洋館では、幽霊たちが怖がった人間の写真を撮って楽しんでいた。
様々な怪奇現象に怖がるチップと、まったく動じず余裕を見せるソニック。そうこうしているうちに、月が出てウェアホッグに変身したソニックに幽霊たちは返り討ちに遭ってしまった。ソニックを驚かせるため、幽霊たちは最終手段に出る。

### 日本での上映キャンペーン
- 期間：2008年12月20日から2009年1月9日まで[24]
- 劇場：新宿バルト9（全スクリーン上映）、広島バルト11、XYZシネマズ蘇我、ティ・ジョイ久留米、ティ・ジョイ大泉、ティ・ジョイパークプレイス大分、ティ・ジョイ東広島、ティ・ジョイ長岡、ティ・ジョイ出雲（以上、新宿バルト9を除いた他の劇場では一部のスクリーン上映）[24]

### 備考
- 本作品内で、ドリームキャストが何回か映っている。
- ゲーマガ3月号（2009年1月30日発売）の付録DVDに英語版が掲載されている。
- 本作品内で登場する2人組の幽霊は、PS3及びXbox 360版のゲーム中にも少し登場する[23]。
- 本作品の製作サイドの意思を統一するため、幽霊たちには「なぜ幽霊になったか」などの、公表されない裏設定が綿密に作り込んである[23]。

### 声優
ソニック・ザ・ヘッジホッグ、ソニック・ザ・ウェアホッグ、チップの声は、ゲームと同じ声優が担当している。
上記3キャラクター以外の声は次の通り。日本語版と英語版のどちらにも出演している。
- 幽霊（2人組）：Kevin Glenz、Ryan Drees
- 幽霊（女の子）：石川桃子

### Ghost Tale
『NIGHT OF THE WEREHOG 〜ソニック&チップ 恐怖の館〜』から、15年ぶりの新作映像として、2023年10月31日の前回と同じハロウィンの時期に『Ghost Tale』がインターネット上で公開された。

## 備考
- 当初、Wii版、PS3版、Xbox 360版ともに2008年12月18日に発売される予定であった。しかし、2008年11月7日に、PS3版とXbox 360版の発売の延期を発表。2008年12月3日にPS3版とXbox 360版の正式な発売日（2009年2月19日）を発表した。
  - 11月7日の発表では「ソフト内容の充実とクオリティの向上」を延期の理由としていたが、「クオリティの向上」について、北米での発売が約2週間後に近づいていた海外版『Sonic Unleashed』との品質に差が生じるのではないかと波紋が広がった。これについて、後日（11月12日）、公式サイトで、誤解や不安を与えたことを謝罪し、品質に変化が起きないことを日本語と英語の二ヶ国語で発表した。

- 現実と同じ陰影を表現するために、コンピュータゲームとしては珍しい「GI処理（グローバル・イルミネーション処理）」を実装している。GI処理は元々、映画やCGに使われる技術で、このゲームのGI処理には専用のハイスペックマシンを6台用意し、他のPCからも計算力を借りて力をあわせて計算しても、1回のGI処理に半日がかり、という手間が掛かっている[17]。

- 2009年3月17日より、PlayStation StoreとXbox LIVEにて「アドベンチャーパック」と呼ばれる有料の追加コンテンツが随時配信されている。4種類の昼ステージ、2種類の夜ステージという構成であり、全体的に追加前のゲーム本編で遊べたステージより難易度が上がっている追加ステージとなっている。受け取る国がゲーム本編でオープンになっていないと追加ステージをプレイできず、ゲーム本編に直接関わるステージではないため、ステージセレクトから追加ステージに入る仕組みである。また追加コンテンツにはおまけ要素として、GIテクスチャの高品質版が収録されている[18]。それぞれ値段は300円、250マイクロソフトポイント。Xbox 360版の購入には専用ハードディスクが必要となる。